# Keisuke Hasegawa
Pour les articles homonymes, voir Hasegawa.
ハセガワ ケイスケ
Œuvres principales
Première œuvre : Shinigami no ballad
Autres ouvrages :
K-Ske Hasegawa (ハセガワ ケイスケ, Hasegawa Keisuke) est un auteur de romans illustrés japonais né un 26 décembre[Quand ?] dans la Préfecture de Fukui.

## Biographie
En juin 2003, il a fait ses débuts avec la ballade d'une série de romans lumineux Shinigami et a ensuite créé plusieurs autres œuvres. Il aime écouter les groupes Bump of Chicken, The Pillows, Number Girl et Zazen Boys, entre autres, et fait référence aux paroles de chansons de ces groupes dans son travail.

## Œuvres
Romans illustrés
- 2003–2009 : Shinigami no ballad (しにがみのバラッド。, La ballade de la déesse de la mort?) avec Nanakusa (illustrations), 12 volumes, Dengeki Bunko Magazine, MediaWorks
- 2005–2008 : Jiichan・Jet! (じーちゃん・ぢぇっと!?), 3 volumes, MediaWorks
- 2006–2007 : Mizutama Panic (みずたまぱにっく。?) avec Nanakusa (illustrations), 2 volumes, MediaWorks

Manga
- 2005–2007 : Shinigami no ballad (しにがみのバラッド。, La ballade de la déesse de la mort?) avec Asuka Izumi (illustrations), 3 volumes, LaLa/LaLa DX, Hakusensha